# Haplotaxodon
Haplotaxodon (griechisch: haploos = einzeln + taxis = Anordnung + odous = Zahn) ist eine Gattung afrikanischer Buntbarsche (Cichlidae), die mit zwei Arten endemisch im ostafrikanischen Tanganjikasee vorkommt. 

## Merkmale
Haplotaxodon-Arten erreichen Längen von 16 bis 26 cm. Ihr Körper ist stromlinienförmig und seitlich stark abgeflacht. Der Kopf ist relativ klein, die Augen sehr groß. Das Maul steht fast senkrecht. Die vorderen Zähne beider Kiefer liegen auf einer Ebene mit dem oberen Rand der Augen. Die Pharyngealzähne sind konisch, klein und sehr spitz. Die Anzahl der Kiemenrechen auf der unteren Hälfte des ersten Kiemenbogens liegt bei 20 bis 29. Die Fische sind hell grüngelblich gefärbt und von kleinen glitzernden Kammschuppen bedeckt. Männchen zeigen auf der Unterseite des Kopfes gelbliche und schwach bläulich schimmernde horizontale Streifen. Weibchen sind blasser.
- Flossenformel: Dorsale XVII–XIX/11–13, Anale III/8–10.
- Schuppenformel: 64–79.

## Arten
- Haplotaxodon microlepis Boulenger, 1906
- Haplotaxodon trifasciatus Takahashi & Nakaya, 1999

## Lebensweise
Haplotaxodon-Arten leben als schwarmbildende Fische im Freiwasser und ernähren sich von kleinem Zooplankton. Sie sind Maulbrüter und suchen zur Fortpflanzung die Ufernähe.